# Imma xanthomela
Imma xanthomela är en fjärilsart som beskrevs av Edward Meyrick 1930. Imma xanthomela ingår i släktet Imma och familjen Immidae. Inga underarter finns listade i Catalogue of Life.